# Kirk Kerkorian

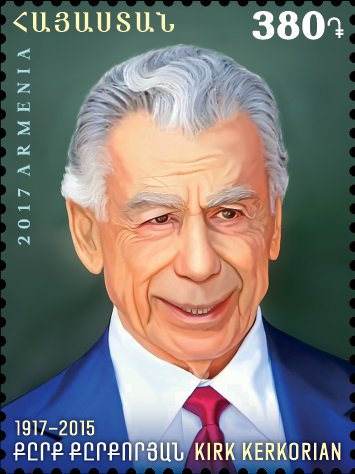
Kirk Kerkorian

Kerkor ("Kirk") Kerkorian (Fresno (Californië), 6 juni 1917 – Beverly Hills, 15 juni 2015) was een Amerikaanse belegger, miljardair en ceo van Tracinda Corporation, een porte-manteau van de namen van zijn twee dochters, Tracy en Linda. Hij was van Armeense komaf. In 2008 nam Kerkorian volgens Forbes de 41e plaats in op de ranglijst van rijkste mensen wereldwijd met een bezit van $ 18 miljard. In 2015 was hij gezakt naar de 393e plaats met een vermogen van $ 4,2 miljard.
Tijdens de Tweede Wereldoorlog vloog Kerkorian De Havilland Mosquito gevechtsvliegtuigen van Canada naar Engeland. Het was een risicovolle overtocht en hij kreeg zo’n 1000 dollar per vlucht. Na de oorlog had hij voldoende geld verdiend om zijn eigen vliegtuig te kopen en in 1947 nam hij een kleine luchtvaartmaatschappij over die hij Trans International Airlines (TIA) noemde. Hij vloog voornamelijk gokkers naar Las Vegas. TIA werd verkocht en met de opbrengst liet hij in de jaren zestig het International Hotel bouwen, dat met bijna 1600 kamers toen het grootste hotel van de wereld was. Meer hotels, zoals de MGM Grand, volgden in de gokstad. Hij nam ook een financieel belang in Metro-Goldwyn-Mayer (MGM) en bleef zo’n 30 jaar actief in de filmindustrie.
Medio jaren negentig werd hij een actief investeerder in de automobielsector. Hij poogde Chrysler te kopen en deed een vijandig bod ter waarde van $ 23 miljard. Dit mislukte, maar zijn beleggingsmaatschappij was lange tijd de grootste aandeelhouder in het bedrijf. In 2007 probeerde hij het weer, maar verloor opnieuw omdat zijn bod van $ 4,5 miljard werd overtroffen. Kerkorian bezat verder ongeveer 5% van de aandelen van zowel Ford als General Motors.
Hij stond tevens bekend om het feit dat hij erg gesteld was op zijn privacy. Hij liet zich zelden in het openbaar zien en gaf nooit interviews. Via zijn eigen liefdadigheidsstichting doneerde hij ruim $ 200 miljoen aan een school; toch weigerde hij zaken naar zichzelf te laten vernoemen.